# エッグロール
エッグロール（英: egg roll）とはアメリカ風中華料理店で前菜として供される揚げ物。刻みキャベツ、豚肉の細切れ、その他の具を厚い小麦粉の生地で巻いて長い筒とし、油で揚げて作る。中華料理の春巻とは関係が深い。典型的には暖かいものをセロファン小袋に入れたまま、手づかみでダックソースや醤油、プラムソース、ホットマスタードにつけて食べる。エッグロールはアメリカ風中華の定番として全米に浸透しており、テイクアウトのコンビネーション・ランチセットではフライドライス（炒飯）やフォーチュン・クッキーと並んで基本メニューの一部とされることが多い。

## 来歴

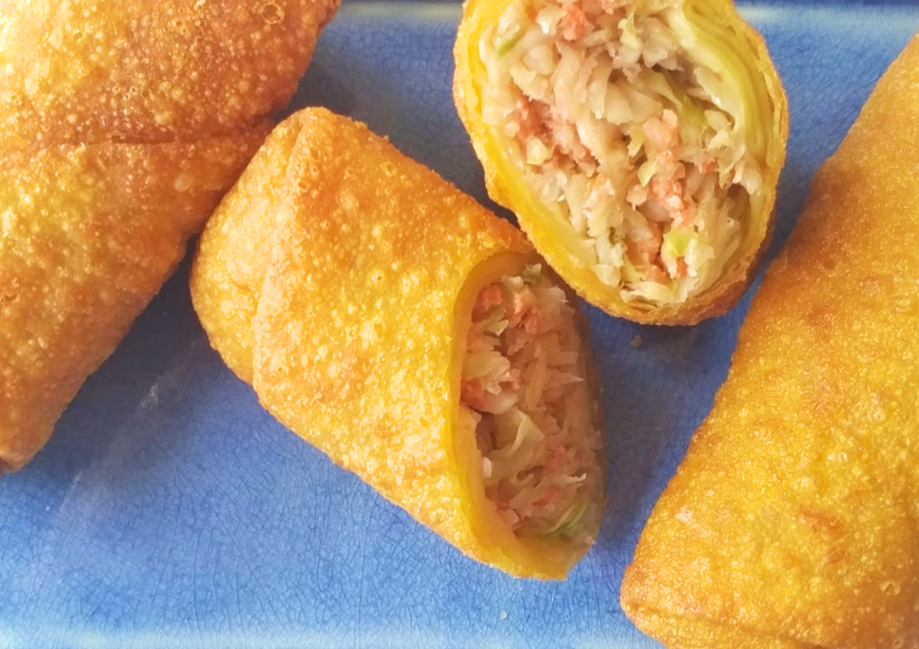
エッグロールの具は刻みキャベツに豚肉の小片などを少量加えたものがほとんどである。

この料理の起源は明らかになっていない。中国大陸で食べられている春巻（スプリングロール）とは関係が深いが別物で、初めて現れたのは20世紀初頭のアメリカである。エッグロールに言及している文献で特に古いものとして、1917年にアメリカで出版された中華料理のレシピ集があるが、そこで紹介されている料理は現代のエッグロールとは似ておらず、小鍋で焼いた卵焼きで肉や野菜を巻いて筒切りにしたもので、韓国のケランマリに近かった。
「チャプスイ: 合衆国における中華料理の文化史」という著作を持つアンドリュー・コーは、現代のアメリカ式エッグロールは1930年代にニューヨークの中華料理店で発明されたと書いている。発明者とされたのは、その店の料理人だったルン・フォン（自らの店ルン・フォンズを開いた）とヘンリー・ロウ（ポート・アーサーのシェフとなった）のいずれか一名だが、二人はどちらも自分の功績だと主張している。コーによると、1938年の料理本 Cook at Home in Chinese に収録されたロウのレシピは「タケノコ、焼豚、エビ、青ネギ、シログワイ、塩、うま味調味料、砂糖、パーム油、コショウ」を用いたもので、現代のエッグロールで具材の主役となるキャベツが含まれていない点は特筆すべきである。
エッグロールの具に卵を使うのは一般的ではなく、皮の小麦粉生地には卵を入れる場合もあれば入れない場合もある。料理の起源が判明していないのと同様、キャベツが主体となるアメリカのエッグロールの名に「エッグ」という言葉が入った経緯も不明である。ワシントン・ポストは1979年の記事において、中国語で春巻きの「春」の発音が「蛋（卵）」とよく似ていたためだと推測したが、この説は広く受け入れられているとは言えない。

## 春巻との混同
極東から東南アジアには多種多様な春巻が存在し、アメリカにおいても中華やベトナム・タイ料理店で供されるが、アメリカ式のエッグロールは独立した料理である。典型的な「ニューヨーク風」エッグロールは直径約5 cm、長さ15 cmで、皮はザクザクしていて厚く噛みごたえがあり、表面には凹凸がある。アメリカナイズされた中華の定番料理が大抵そうであるように、野菜の品種や味の構成は本場の中国と異なっていることがある。たとえばエッグロールにはブロッコリーも入る。
エッグロールとは別に春巻（スプリングロール）をメニューに載せているレストランも存在し、特にベトナム料理店では冷たい具をバインチャンというライスペーパーで包んだ前菜（生春巻）をそう呼ぶ場合がある。タイや中華の料理屋では揚げ春巻もある。アメリカのアジアンレストランで出される揚げ春巻はエッグロールと比べて細く、小麦粉もしくは米粉の薄い皮で巻いたもので、パリパリした軽い食感である。

## 大衆文化における描写
テレビドラマ The King of Queens 第5シーズン第5エピソードにおいて、登場人物のダグ・ヘファーナンが職場でエッグロール大食いコンテストに参加する。
1968年のロマンティック・コメディ映画 With Six You Get Eggroll（「6人いればエッグロールがもらえる」）では、それぞれ子持ちの男女が結婚した結果、急に人数が膨れ上がった家族の間で様々な混乱が起きる。そんな中で登場人物の一人が、これだけの人数なら中華料理店でエッグロールの無料サービスを受けられると気づくのがタイトルの由来である。
1959年に初演されたミュージカル『ジプシー』の2008年公演には "Have an Eggroll, Mr. Goldstone"（「エッグロールをどうぞ、ゴールドストーンさん」）という曲がある。
テレビドラマ『ブルックリン・ナイン-ナイン』第2シーズン第14エピソードで、登場人物の身長をエッグロール単位で数えさせようとするシーンがある。